# Wonderland (canción de Eme 15)
«Wonderland» es el sencillo debut de la banda mexicana de Pop, teen, dance pop y latin pop, Eme 15, lanzado el 24 de abril de 2012, por la Warner México discográfica de Warner Music, la canción está escrita por Carlos Lara y Pedro Muñoz bajo la producción de Pedro Damian, el video de la canción fue filmado en 2011.

## Antecedentes y composición
La banda Eme 15 presentó «Wonderland» en la entrega de los Kid's Choice Awards México 2011 el 3 de septiembre de 2011, después de haber encontrado a la sexta integrante de la banda, luego en la Ciudad de México la banda interpretó la canción en el Auditorio Nacional de México, así como en 15º Fiesta en México en las fechas de octubre de 2011 y mayo de 2012.
La canción está escrita por Pedro Muñoz y Carlos Lara, se usan sintetitazadores (Jack Duarte), en parte del coro, acompañado de guitarras eléctricas tocadas por Yago Muñoz y Eleazar Gómez.

## Video musical
El video musical oficial de la canción se grabó en octubre de 2011 en Las Pozas, Xilitla, San Luis Potosí, el estreno se hizo el 4 de abril de 2012 en www.cafedecamilo.com y luego en las transmisiones de Nickelodeon en Latinoamérica El vídeo musical se estrenó el 4 de abril de 2012 en www.cafedecamilo.com.

## Trama
En el video se muestra a las integrantes femeninas de la banda vestidas con su color representativo, Macarena Achaga vestida de negro se muestra al inicio de la canción con una mirada atrevida y segura mientras que Natasha Dupeyrón vestida de azul se muestra sensible y tímida, Paulina Goto vestida de rosa en toda la canción muestra sus dotes con la Gimnasia rítmica, cantando el estribillo.
Se cita un mundo de fantasía, lleno de lagos como de la película Alice in Wonderland y de Peter Pan.

## Créditos y personal
- Composición musical — Pedro Muñoz, Carlos Lara
- Producción musical — Pedro Damián
- Discográfica — Warner Music México